# الكسندر ليرد
الكسندر ليرد هو سياسي كندي، ولد في 1797 في Inverclyde ‏ في المملكة المتحدة، وتوفي في 15 أبريل 1873.